# Shadow DN8
O  DN8  é o modelo da Shadow das temporadas de 1976, 1977 e 1978 da F1. Foi guiado por Tom Pryce, Renzo Zorzi, Alan Jones, Riccardo Patrese, Jackie Oliver, Arturo Merzario, Jean-Pierre Jarier, Hans Joachim Stuck e Clay Regazzoni. Pilotado por Alan Jones, ganhou o Grande Prêmio da Áustria de 1977, a única vitória da Shadow na F1.
O Shadow DN8 foi concebido por Tony Southgate antes de deixar a equipe para se juntar à equipe Lotus. O engenheiro Dave Wass então completou o trabalho de design. Caracterizou um chassi baixo com radiadores de água nas laterais e um radiador de óleo posicionado no nariz (mas que mais tarde seria movido). 
Originalmente previsto para o início da temporada de 1976, a falta de dinheiro motivado após a saída do principal patrocinador da equipe a petrolífera UOP atrasou o projeto, e o DN8 só fez sua estréia no Grande Prêmio da Holanda de 1976. Na temporada de 1976, apenas um DN8 foi produzido, e foi pilotado pelo galês Tom Pryce que após largar em terceiro lugar completou a corrida na quarta colocação.
Southgate retornou à equipe no verão de 1977, e incitou o desenvilvimento do DN8; O chassi foi remodelado e os radiadores de água e e óleo reposicionado nas laterais do chassi. 

## Resultados no Campeonato Mundial de F1
(key) (Resultados em negrito indica pole position; resultado em italico indica volta mais rápida.) 
| Year | Entrant            | Chassis | Engine  | Tyres | Drivers            | 1   | 2   | 3   | 4   | 5   | 6   | 7   | 8   | 9   | 10  | 11  | 12  | 13  | 14  | 15  | 16  | 17  | Points | WCC  |
| ---- | ------------------ | ------- | ------- | ----- | ------------------ | --- | --- | --- | --- | --- | --- | --- | --- | --- | --- | --- | --- | --- | --- | --- | --- | --- | ------ | ---- |
| 1976 | Shadow Racing Cars | DN8     | Ford V8 | G     |                    | BRA | RSA | USW | ESP | BEL | MON | SWE | FRA | GBR | GER | AUT | NED | ITA | CAN | USA | JPN |     | 10*    | 8th  |
| 1976 | Shadow Racing Cars | DN8     | Ford V8 | G     | Tom Pryce          |     |     |     |     |     |     |     |     |     |     |     | 4   | 8   | 11  | Ret | Ret |     | 10*    | 8th  |
| 1977 | Shadow Racing Cars | DN8     | Ford V8 | G     |                    | ARG | BRA | RSA | USW | ESP | MON | BEL | SWE | FRA | GBR | GER | AUT | NED | ITA | USA | CAN | JPN | 23^    | 7th  |
| 1977 | Shadow Racing Cars | DN8     | Ford V8 | G     | Tom Pryce          | NC  |     | Ret |     |     |     |     |     |     |     |     |     |     |     |     |     |     | 23^    | 7th  |
| 1977 | Shadow Racing Cars | DN8     | Ford V8 | G     | Renzo Zorzi        |     |     | Ret | Ret | Ret |     |     |     |     |     |     |     |     |     |     |     |     | 23^    | 7th  |
| 1977 | Shadow Racing Cars | DN8     | Ford V8 | G     | Alan Jones         |     |     |     | Ret | Ret | 6   | 5   | 17  | Ret | 7   | Ret | 1   | Ret | 3   | Ret | 4   | 4   | 23^    | 7th  |
| 1977 | Shadow Racing Cars | DN8     | Ford V8 | G     | Riccardo Patrese   |     |     |     |     |     | 9   | Ret |     | Ret | Ret | 10  |     | 13  | Ret |     | 10  | 6   | 23^    | 7th  |
| 1977 | Shadow Racing Cars | DN8     | Ford V8 | G     | Jackie Oliver      |     |     |     |     |     |     |     | 9   |     |     |     |     |     |     |     |     |     | 23^    | 7th  |
| 1977 | Shadow Racing Cars | DN8     | Ford V8 | G     | Arturo Merzario    |     |     |     |     |     |     |     |     |     |     |     | Ret |     |     |     |     |     | 23^    | 7th  |
| 1977 | Shadow Racing Cars | DN8     | Ford V8 | G     | Jean-Pierre Jarier |     |     |     |     |     |     |     |     |     |     |     |     |     |     | 9   |     |     | 23^    | 7th  |
| 1978 | Shadow Racing Cars | DN8     | Ford V8 | G     |                    | ARG | BRA | RSA | USW | MON | BEL | ESP | SWE | FRA | GBR | GER | AUT | NED | ITA | USA | CAN |     | 6°     | 11th |
| 1978 | Shadow Racing Cars | DN8     | Ford V8 | G     | Hans Stuck         | 17  | Ret | DNQ |     |     |     |     |     |     |     |     |     |     |     |     |     |     | 6°     | 11th |
| 1978 | Shadow Racing Cars | DN8     | Ford V8 | G     | Clay Regazzoni     | 15  | 5   | DNQ | 10  |     |     |     |     |     |     |     |     |     |     |     |     |     | 6°     | 11th |

* 7 pontos em 1976 com o DN5B

^ 1 ponto em 1977 com o DN5B

° 4 pontos em 1978 com o DN9